# Glinianki (województwo wielkopolskie)
Glinianki – przysiółek w Polsce położony w województwie wielkopolskim, w powiecie wrzesińskim, w gminie Pyzdry. Miejscowość wchodzi w skład sołectwa Zapowiednia.
W latach 1975–1998 miejscowość administracyjnie należała do województwa konińskiego.